# يوليانا فيداك
يوليانا فيداك (بالأوكرانية: Федак Юліана Леонідівна) مواليد 8 يونيو 1983 في الاتحاد السوفيتي، هي لاعبة كرة مضرب أوكرانية سابقة بدأت مسيرتها كمحترفة سنة 1998 وكانت تلعب باليد اليمنى، اعتزلت اللعب في 2011. أعلى تصنيف لها في الفردي كان المركز الـ 63 في سنة 2006. أعلى تصنيف لها في الزوجي كان المركز الـ 34 في سنة 2007.

## النهائيات

### الزوجي: 2 (0–2)
| الحصيلة | الرقم | التاريخ        | الدورة                  | الأرضية  | الشريك           | المنافس                            | النتيجة       |
| ------- | ----- | -------------- | ----------------------- | -------- | ---------------- | ---------------------------------- | ------------- |
| الوصافة | 1.    | 24 سبتمبر 2006 | كولكاتا، الهند          | صلبة     | يوليا بيجلزايمر  | ليزل هوبر سانيا ميرزا              | 4–6, 0–6      |
| الوصافة | 2.    | 22 فبراير 2009 | ممفيس، الولايات المتحدة | صلبة (i) | ميكايلا كرايتشيك | فيكتوريا أزارينكا كارولين فوزنياكي | 1–6, 6–7(2–7) |

## الخط الزمني للأداء
مفتاح
| ف | ن | ن.ن | ر.ن | د# | د.م | ل | أ.أ | ت | غ | ب | ف | ذ | م.خ | ل.ت |

(ف) فاز بالبطولة (ن) وصل النهائي (ن.ن) نصف النهائي (ر.ن) ربع النهائي (د#) الأدوار الأربعة الأولى (د.م) دور المجموعات (ل) شارك في كأس ديفيز (أ.أ) خرج من الأدوار الاولى (ت) خسر التصفيات التأهيلية (غ) غاب عن الحدث أو البطولة (ب) حصل على ميدالية برونزية (ف) حصل على ميدالية فضية (ذ) حصل على ميدالية ذهبية (م.خ) بطولة الماسترز خُفضت إلى مرتبة أقل (ل.ت) البطولة لم تعقد في السنة المعينة.
لتجنب الارتباك وازدواجية الحساب، يتم تحديث هذه المعلومات إما في نهاية البطولة، أو عندما تكون مشاركة اللاعب في البطولة قد انتهت.

### الفردي
| الدورة            | 2004 | 2005 | 2006 | 2007 | 2008 | 2009 | 2010 |
| ----------------- | ---- | ---- | ---- | ---- | ---- | ---- | ---- |
| أستراليا المفتوحة | د2   | د1   | د1   | د1   | -    | -    | د1   |
| فرنسا المفتوحة    | د2   | د1   | د2   | د1   | د1   | -    | -    |
| ويمبلدون          | -    | د1   | د1   | -    | -    | -    | -    |
| أمريكا المفتوحة   | -    | د1   | د2   | -    | -    | -    | -    |

## روابط خارجية
- يوليانا فيداك على موقع رابطة محترفات التنس (الإنجليزية)
- يوليانا فيداك على موقع الاتحاد الدولي لكرة المضرب (الإنجليزية)
- يوليانا فيداك على موقع كأس بيلي جين كينغ (الإنجليزية)
- يوليانا فيداك على موقع خلاصة التنس.كوم (الإنجليزية)
- يوليانا فيداك على موقع إي إس بي إن.كوم (الإنجليزية)